# Ben Feringa

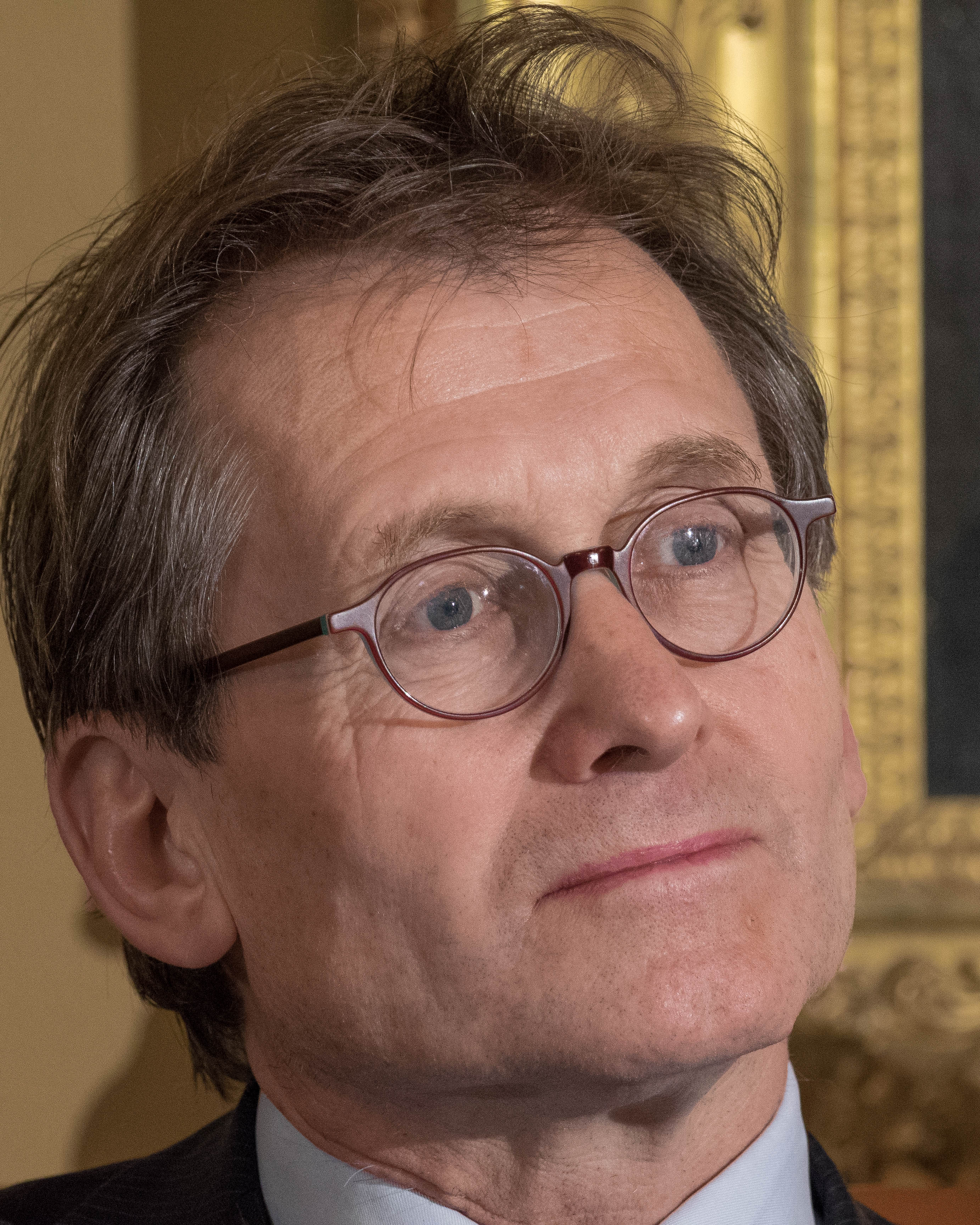
Bernard Feringa under presskonferens i Stockholm, december 2016

Bernard Lucas "Ben" Feringa (nederländskt uttal: [ˈbɛrnɑrt ˈlykɑs ˈbɛn ˈfeːrɪŋɣaː]), född 18 maj 1951 i Barger-Compascuum i provinsen Drenthe, är en nederländsk syntetisk-organisk kemist som specialiserat sig på molekylär nanoteknik och homogen katalys. Han är Jacobus van ’t Hoff-professor i molekylvetenskap vid Stratinghinstitutet för kemi, Universitetet i Groningen, Nederländerna, och styrelseordförande för vetenskapsavdelningen i Kungliga Nederländska Vetenskapsakademien och var utsedd akademiprofessor.

## Utmärkelser
2004 mottog han det årliga Spinozapriset, vilket är det högsta vetenskapliga utmärkelsen som utges i Nederländerna.
Han mottog 2016 års Nobelpris i kemi, tillsammans med Fraser Stoddart och  Jean-Pierre Sauvage, "för design och syntes av molekylära maskiner".
Asteroiden 12655 Benferinga är uppkallad efter honom.